# Donegal Celtic Football and Social Club
Maillots
Actualités
Dernière mise à jour : 9 octobre 2010.
Le Donegal Celtic Football and Sports Club est un club nord-irlandais originaire de Belfast fondé en 1970.

## Histoire
Le Donegal Celtic a été formé en 1970 au plus fort des troubles en Irlande du Nord. Un groupe de jeunes passionnés de football du district de Lenadoon dans les quartiers ouest de Belfast a pour objectif de proposer des divertissements à une population en difficulté durant les jours sombres.

Sans installations, équipement et terrain à ses débuts, le club passe ses premières années a disputer des matches et tournois amicaux de la région. À travers ces compétitions il se forge une réputation et un nom. Ce dernier est choisi en accord avec la ligue irlandaise, Donegal le nom du comté regroupant les villes de Lenadoon, Gweedore et Glenveagh et Celtic comme le défunt Belfast Celtic qui bénéficiait d'un fort soutien dans la région.
Le club se forge une solide réputation dans les équipes de jeunes et son équipe féminine remporte les honneurs avec la Belfast Cup en 2004. Dans le même temps, l'équipe sénior se voit refuser son entrée dans la ligue professionnelle à 10 reprises, l'appellation celtic étant une bonne raison pour la ligue de les tenir écartés. Après une action en justice commune de Donegal Celtic et du club de Lurgan Celtic Football Club pour vote frauduleux, les deux clubs intègrent la deuxième division (3e niveau) pour la saison 2002-2003. Cette intégration est votée en mai 2002, un mois avant l'audience devant le tribunal, annulant l'action en justice.
La première année le club termine à la sixième place, à la suite d'un remaniement des ligues la position de Donegal Celtic leur permet d'intégrer la première division. Durant la deuxième saison, le club peine à trouver le rythme et se montre faible à domicile. Il termine à une petite 8e place.
En 2005/2006, à la suite d'une deuxième place, l'équipe gagne le droit de disputer un barrage qu'elle remporte et obtient ainsi son billet pour la Premier League.
2006/2007, Donegal participe enfin à la Premier League, et pour la première fois depuis le glorieux Belfast Celtic en 1949, un club aux origines catholiques est présent parmi l'élite. Les résultats sont moyens, seulement 6 victoires et une treizième place en fin de saison.
En 2007/2008, la ligue modifie une nouvelle fois la structure des championnats. Ainsi la Premier League passe à la fin de la saison de 16 à 12 clubs. l'admission en Premier League pour 2008/2009 ne se fait pas sur les résultats sportifs mais sur dossier suivant un cahier des charges. Le projet de Donegal étant rejeté, le club est relégué malgré une 11e place sur 16.
Lors de la saison 2009/2010, Donegal Celtic termine 2e de premier division et se voit disputer un barrage face à Institute FC : 0-0 à domicile, 1-0 à l'extérieur. Le premier de deuxième division n'ayant pas obtenu sa licence pour disputer la premier league Donegal Celtic est le seul promu. Il retrouve l'élite 2 ans après avoir été déclassé.